# Elicità idrodinamica
In fluidodinamica, l’elicità idrodinamica è, sotto appropriate condizioni, un'invariante delle equazioni di Eulero tridimensionali del flusso dei fluidi, che ha interpretazione topologica come misura del link o della nodosità  delle linee di vortice di un flusso.

## Formalismo matematico
Sia {\displaystyle \mathbf {u} (x,t)} il campo di velocità e {\displaystyle \nabla \times \mathbf {u} } il corrispondente campo di vorticità. Sotto le seguenti tre condizioni, le linee di vortice sono trasportate con il sistema:
1. il fluido è inviscido;
2. il fluido incompressibile ({\displaystyle \nabla \cdot \mathbf {u} =0}) o è compressibile con la relazione barotropica {\displaystyle p=p(\rho )} tra la pressione {\displaystyle p} e la densità {\displaystyle \rho };
3. le forze che agiscono sul fluido sono conservative.

Sotto queste condizioni, ogni superficie chiusa {\displaystyle S} sulla quale {\displaystyle n\cdot (\nabla \times \mathbf {u} )=0} è, come la vorticità, trasportata con il flusso.
Sia {\displaystyle V} il volume all'interno di tale superficie; allora l'elicità in {\displaystyle V} è definita da:
{\displaystyle H=\int _{V}\mathbf {u} \cdot \left(\nabla \times \mathbf {u} \right)\,dV\;.}
Per una distribuzione localizzata della vorticità in un fluido non confinato, si può considerare come {\displaystyle V} l'intero spazio e {\displaystyle H} è allora l'elicità totale del flusso. {\displaystyle H} è invariante in quanto le linee di vorticità sono congelate nel flusso e il loro link e la nodosità sono perciò conservati, come riconosciuto già da Lord Kelvin nel 1868. 
L'elicità è una quantità pseudo scalare, in quanto cambia di segno quando il sistema di riferimento cambia da destrorso a sinistrorso; può quindi essere considerata una misura della chiralità del flusso. L'elicità, assieme all'energia, alla quantità di moto e al momento angolare, sono le sole invarianti integrali conosciute delle equazioni di Eulero in tre dimensioni.
Per due tubi di vorticità con link, ma senza incroci, che hanno circolazioni {\displaystyle \kappa _{1}} e {\displaystyle \kappa _{2}} senza torsioni interne, l'elicità è data da:
{\displaystyle H=\pm 2n\kappa _{1}\kappa _{2}},
dove {\displaystyle n} è il numero di incroci dei due tubi, mentre il segno più o il segno meno dipendono dal fatto che il link sia destrorso o sinistrorso.
Per un tubo di vorticità con un solo nodo e circolazione {\displaystyle \kappa }, l'elicità è data da:
{\displaystyle H=\kappa ^{2}(Wr+Tw)},
dove {\displaystyle Wr} e {\displaystyle Tw} sono rispettivamente le contorsioni (writhe) e le torsioni (twist) del tubo. La somma {\displaystyle Wr+Tw} è invariante sotto una deformazione continua del tubo.
L'invarianza dell'elicità è un punto fondamentale nella fluidodinamica topologica e nella magnetoidrodinamica, collegata alle proprietà globali dei flussi e alle loro caratteristiche topologiche.

## Interpretazione topologica
Il nome "elicità" si basa sul fatto che il movimento delle particelle fluide in un flusso con velocità {\displaystyle \mathbf {v} } e vorticità {\displaystyle \mathbf {\omega } =\nabla \times \mathbf {v} }, nelle aree in cui l'elicità cinetica {\displaystyle \textstyle H^{K}\neq 0}, forma un'elica. Per {\displaystyle H^{K}>0} il senso è sinistrorso, mentre per {\displaystyle H^{K}<0} è destrorso.

## Meteorologia
In meteorologia, l'elicità corrisponde al trasferimento di vorticità dall'ambiente a una particella d'aria in moto convettivo. La definizione matematica semplificata di elicità che utilizza solamente la componente orizzontale del vento e la vorticità è data da:
{\displaystyle H=\int {{\vec {V}}_{h}}\cdot {\vec {\zeta }}_{h}\,d{\mathbf {Z} }=\int {{\vec {V}}_{h}}\cdot \nabla \times {\vec {V}}_{h}\,d{\mathbf {Z} }\qquad \qquad {\begin{cases}Z=Altitude\\{\vec {V}}_{h}=Horizontal\ velocity\\{\vec {\zeta }}_{h}=Horizontal\ vorticity\end{cases}}}
In base a questa formula, se un vento orizzontale non cambia direzione con l'altitudine, H sarà uguale a zero poiché {\displaystyle V_{h}} e {\displaystyle \nabla \times V_{h}} sono perpendicolari tra loro e questo rende nullo il loro prodotto scalare. H invece è positivo se il vento ruota in senso orario all'aumentare dell'altitudine, negativo se ruota in senso antiorario. L'elicità utilizzata in meteorologia ha unità di energia per unità di massa ({\displaystyle {m^{2}}/{s^{2}}}) e quindi viene interpretata come una misura del trasferimento di energia da parte del wind shear con l'altitudine e la direzionalità.
Questa nozione di elicità è usata per predire la possibilità di formazione di tornado in un temporale. In questo caso, l'integrazione verticale è limitata al di sotto della sommità delle nubi (in genere 3 km) e la componente orizzontale del vento viene calcolata relativamente al temporale sottraendone la velocità di avanzamento:
{\displaystyle SRH=\int {\left({\vec {V}}_{h}-{\vec {C}}\right)}\cdot \nabla \times {\vec {V}}_{h}\,d{\mathbf {Z} }\qquad \qquad {\begin{cases}{\vec {C}}=Cloud\ motion\ to\ the\ ground\end{cases}}}
Negli USA i valori critici di "elicità relativa a una tempesta" SRH (Storm Relative Helicity) per lo sviluppo di tornado sono:
- SRH = 150-299 ... possibile formazione di supercelle con deboli tornado secondo la scala Fujita
- SRH = 300-499 ...  molto favorevole alla formazione di supercelle e forti tornado
- SRH > 450 ... violenti tornado
- Se viene utilizzata solo al di sotto di 1 km, il valore di soglia minima è fissato a 100.

L'elicità tuttavia non è la sola componente dei forti temporali, e per questo motivo è stato creato l'Indice di elicità dell'energia (EHI, Energy Helicity Index), che è dato dal prodotto dell'SRH moltiplicato per l'energia potenziale convettiva disponibile CAPE (Convective Available Potential Energy) e diviso per un valore di soglia:
{\displaystyle EHI={\frac {SRH\cdot CAPE}{160000}}}
Questo incorpora non solo l'elicità, ma anche l'energia della particella d'aria cercando così di eliminare i bassi potenziali di temporali anche in regioni a forte SRH. I valori critici di EHI sono:
- EHI = 1 ... possibili tornado
- EHI = 1-2 ... tornado da moderati a forti
- EHI > 2 ... forti tornado